# Zwedru
Zwedru er en by i det vestafrikanske land Liberia. Byen har ca. 33.800 indbyggere.